# Cerovica (gmina Kučevo)
Cerovica (cyr. Церовица) – wieś w Serbii, w okręgu braniczewskim, w gminie Kučevo. W 2011 roku liczyła 314 mieszkańców.